# Ciao Adios
«Ciao Adios» es una canción de la cantante y compositora británica Anne-Marie. Después de actuar en vivo en KOKO, el 28 de noviembre de 2016, fue lanzado como el nuevo sencillo de su álbum Speak Your Mind el 10 de febrero de 2017. La canción fue escrita por Anne-Marie junto a Jenn Decilveo, Mason Levy, y Tom Meredith, con Meredith y Levy (MdL) manejando la producción.

## Composición
«Ciao Adios» es una canción «Inflexionado-dancehall». Las letras de la canción se refieren a una chica que se entera de que el chico con el que está saliendo está engañándola, y por lo tanto decide no perder más tiempo dejándolo («Ciao, Adios, I'm done»). «Ciao» y «Adios» son las palabras italianas y españolas para decir «Bye» en inglés.

## Lista de canciones
- Descarga digital

1. «Ciao Adios» – 3:20

- Descarga digital[4]

1. «Ciao Adios» (Acoustic) – 4:44

## Posicionamiento en listas
| Listas (2017)                          | Mejor posición |
| -------------------------------------- | -------------- |
| Australia (ARIA)                       | 93             |
| Austria (Ö3 Austria Top 40)            | 65             |
| Bélgica (Flandes) (Ultratop 50)        | 36             |
| Bélgica (Valonia) (Ultratop 50)        | 31             |
| Francia (SNEP)                         | 114            |
| Alemania (Media Control AG)            | 24             |
| Hungría (Rádiós Top 40)                | 34             |
| Irlanda (IRMA)                         | 13             |
| Israel (Media Forest)                  | 2              |
| Israel (Media Forest TV Airplay)       | 1              |
| Países Bajos (Dutch Top 40)            | 18             |
| Países Bajos (Mega Single Top 100)     | 36             |
| Polonia (Polish Airplay Top 100)       | 9              |
| Russia Airplay (Tophit)                | 49             |
| Escocia (Scottish Singles Sales Chart) | 6              |
| Eslovaquia (Rádio Top 100)             | 60             |
| Eslovaquia (Singles Digitál Top 100)   | 80             |
| Eslovenia (SloTop50)                   | 28             |
| Suiza (Schweizer Hitparade)            | 64             |
| Reino Unido (UK Singles Chart)         | 9              |

## Historial de lanzamientos
| País           | Fecha                 | Formato(s)             |
| -------------- | --------------------- | ---------------------- |
| Todo el mundo  | 10 de febrero de 2017 | Descarga digital       |
| Estados Unidos | 18 de abril de 2017   | Contemporary hit radio |